# Moyamba (district)
Het district Moyamba is gelegen in de provincie Southern in Sierra Leone.